# Лох-несское чудовище
Лох-несское чудовище (англ. Loch Ness Monster, гэльск. Uilebheist Loch Nis), Не́сси, (англ. Nessie) — персонаж шотландского фольклора и современной массовой культуры, существо, согласно популярным представлениям обитающее в озере Лох-Несс в Северо-Шотландском нагорье; часто описывается как крупное животное с длинной шеей и с одним или несколькими горбами, выступающими из воды. Представления об этом существе менялись с тех пор, как оно стало объектом мировой массовой культуры в 1933 году. Доказательством его существования считаются свидетельства «очевидцев» и ряд спорных фотографий и показаний гидролокатора. В 2023 году учёные исследовали озеро и не нашли ДНК чудовища, кроме как ДНК угрей. В 2024 году британский учёный предположил, что это стоячие волны, которые людям кажутся горбами или шеей чудовища. В любом случае, это хороший пиар-ход для привлечения туристов.
Научное сообщество объясняет предполагаемые наблюдения Лох-несского чудовища как мистификацию, принятие желаемого за действительное и неправильную идентификацию обычных предметов. Является одним из наиболее популярных объектов криптозоологии, в рамках которой рассматривается как криптид.

## Озеро Лох-Несс
Лох-Несс — крупнейший по объёму воды пресноводный резервуар на Британских островах. Озеро длинное и узкое — его длина составляет примерно 38 километров, а ширина в среднем 1,6 километра. Озеро расположено на высоте 16 метров над уровнем моря. Вместе с другим озером, Лох-Ойх, образует так называемый Каледонский канал, находящийся в тектонической впадине под названием Глен-Мор. Края водоёма довольно крутые, а максимальная глубина доходит до 230 метров. В озеро впадает множество горных ручьёв, которые приносят торф, оседающий на дне. Это придаёт воде тёмный ржавый оттенок, из-за чего ухудшается видимость под поверхностью. Лох-Несс не замерзает зимой, а средняя годовая температура воды в озере составляет около 5,5 °C.

## Свидетельства

### До 1933 года
Считается, что первые письменные упоминания о чудовище были сделаны аббатом Айонского монастыря в Шотландии Адамнаном, в его жизнеописании святого Колумбы, датируемом примерно 700 годом. Настоятель Колумба тогда занимался обращением в христианскую веру язычников пиктов и скоттов в своём новом монастыре у западного побережья Шотландии. Колумба крестил короля пиктов Бруде I около 565 года; столица Бруде Инвернесс расположена недалеко от Лох-Несса. За те годы, что история пересказывалась и переписывалась, возникло несколько её версий, однако в большинстве из них описывалось, как святой Колумба примерно в 565 году спас одного крестьянина от нападения чудовища. Глава в произведении Адамнана, рассказывающая о чудовище, называется «Святой человек изгнал водяного монстра молитвой». Он описывает это событие следующим образом:
В другой раз, когда Святейший муж остановился на несколько дней в провинции пиктов, ему пришлось пересечь реку Несс. Придя на берег, он увидел нескольких местных, хоронящих несчастного, которого, по их словам, незадолго до этого похитило и яростно покусало водяное существо. Тело выловили лодочники, вооруженные баграми. Святой повелел одному из своих товарищей переплыть реку и принести с другого берега кусок торфа. Услышав это, Лугне Мокумин без колебаний сбросил с себя одежду и, оставшись только в набедренной повязке, прыгнул в воду. Колебание воды, вызванное пловцом в реке, вызвало внезапное появление чудовища, которое с сильным рёвом и открытой пастью бросилось на смельчака, когда тот находился посреди реки. Увидев это, святой повелел монстру: „Говорю тебе, не приближайся и не трогай этого человека. Разворачивайся сейчас же!“ После этих слов объял чудовище ужас и бросилось оно наутёк быстрее, чем если бы его волокли на веревках, хотя оно уже было „на расстоянии одного весла“ от Лугне.
Оригинальный текст (лат.)Alio quoque in tempore, cum vir beatus in Pictorum provincia per aliquot moraretur dies, necesse habuit fluvium transire Nesam: ad cujus cum accessisset ripam, alios ex accolis aspicit misellum humantes homunculum; quem, ut ipsi sepultores ferebant, quaedam paulo ante nantem aquatilis praeripiens bestia morsu momordit saevissimo: cujus miserum cadaver, sero licet, quidam in alno subvenientes porrectis praeripuere uncinis. Vir e contra beatus, haec audiens, praecipit ut aliquis ex comitibus enatans, caupallum, in altera stantem ripa, ad se navigando reducat. Quo sancti audito praedicabilis viri praecepto, Lugneus Mocumin, nihil moratus, obsecundans, depositis excepta vestimentis tunica, immittit se in aquas. Sed bellua, quae prius non tam satiata, quam in praedam accensa, in profundo fluminis latitabat, sentiens eo nante turbatam supra aquam, subito emergens, natatilis ad hominem in medio natantem alveo, cum ingenti fremitu, aperto cucurrit ore. Vir tum beauts videns, omnibus qui inerant, tam barbaris quam etiam fratribus, nimio terrore perculsis, cum salutare, sancta elevata manu, in vacuo aere crucis pinxisset signum, invocato Dei nomine, feroci imperavit bestiae dicens, Noles ultra progredi, nec hominem tangas; retro citius revertere. Tum vero bestia, hac Sancti audita voce, retrorsum, ac si funibus retraheretur, velociori recursu fugit tremefacta: quae prius Lugneo nanti eo usque appropinquavit, ut hominem inter et bestiam non amplius esset quam unius contuli longitudo.
— Adamnani vita Columbae, cap, 28
В 1658 году путешественник Ричард Франк упомянул в своих «Северных мемуарах» «плавучий остров», появившийся на поверхности озера Лох-Несс. Тем не менее, он описывает это как продукт природы — мешанину из мха и другого лесного материала, которую ветер переносил по поверхности воды. Исследователь шотландского фольклора девятнадцатого века Джон Фрэнсис Кэмпбелл в 1860 году писал, что он слышал истории о «водяных быках», населяющих водохранилище, которые якобы могли менять свою форму, но никогда не приближались к водопаду Фойерс.
Первым человеком, который утверждал, что лично видел монстра, был некий Джимми Хоссак, который говорил, что видел его в 1862 или 1865 году. В октябре 1871 или 1872 года Д. Маккензи описал наблюдение странного объекта, плывущего по озеру, объект напоминал перевёрнутую лодку. Позже, в 1888 году, что-то видел житель Абрайчейна Александр Макдональд, который ежедневно плавал по озеру на пароходе по пути в Инвернесс. Ему приходилось часто видеть существо, называемое им «саламандрой», у которого он якобы видел шерсть.
В 1919 году Маргарет Кэмерон и трое детей якобы заметили чудовище, которое собиралось выскочить из леса и нырнуть в воду озера в заливе Инхнакардох. По её описанию, существо было около 6 метров в длину и двигалось как гусеница. Другое свидетельство датировано апрелем 1923 года: Альфред Круикшанк, проезжая рядом с озером на машине Ford Model T, увидел в пятнадцати метрах от себя на берегу большое горбатое животное высотой около 2 метров. Согласно его описанию, у существа было четыре ноги, похожие на слоновьи, и большие ступни. Животное резко залаяло и нырнуло в воду.
В 1930 году в Northern Chronicles была опубликована статья под названием «Странное приключение на Лох-Нессе», повествующее о рыбаке Яне Милне, который рыбачил в заливе Дорес с двумя друзьями в июле этого года. В какой-то момент перед ними проплыл объект размером 6,5 метра, у него было 2 или 3 горба.

### 1933 год: начало формирования легенды о чудовище
Международную известность чудовище получило 2 мая 1933 года с отчета владельцев отеля в Драмнадрохите — мистера и миссис Маккей (или Кейн), опубликованного Александром Кэмпбеллом в местной газете Inverness Courier. Там была описана встреча 14 апреля того же года с существом, похожим на кита. Кэмпбелл писал, среди прочего:
Здесь на прошлой неделе в пятницу известный бизнесмен, живущий недалеко от Инвернесса, ехал с женой по северному берегу озера. В какой-то момент они оба были ошеломлены, когда осознали, что что-то ужасающее плещется в воде... Существо играло целую минуту. По форме оно немного напоминало кита. Бурная вода пенилась и переливалась, как в кипящем котле... У наблюдателей сложилось впечатление, что они участвуют в удивительном событии, и они поняли, что это не обычный обитатель глубин.
Оригинальный текст (пол.)Oto w piątek zeszłego tygodnia mieszkający w pobliżu Inverness znany biznesmen jechał wraz z żoną północnym brzegiem jeziora. W pewnej chwili oboje w osłupieniu skonstatowali, że coś przerażającego wyrzuca w górę wodę […] Stworzenie baraszkowało całą minutę. Kształtem przypominało nieco wieloryba. Wzburzona woda pieniła się i przelewała jak we wrzącym kotle […]. Patrzący odnieśli wrażenie, że uczestniczą w niesamowitym wydarzeniu, i uświadomili sobie, że nie był to zwykły mieszkaniec głębiny.
— 
Впервые неведомое животное назвали «чудовищем» на страницах местной газеты The Northern Chronicle в номере от 2 мая 1933 года. 11 мая того же года животное увидели Александр Шоу и его сын Алистер, которые стояли на лужайке перед домом, примерно в 50 метрах от озера. Эти свидетели утверждали, что видели на поверхности воды борозду, которую обычно оставляет плывущий объект, а затем увидели хребет какого-то существа. Чудовище наблюдало также семейство Макленнанов с Темпл Пирс близ Драмнадрохита. Они утверждали, что видели животное длиной около 10 метров, с четырьмя плавниками, шеей с шерстью или волосами, сужающимися к голове, «рыбьим» хвостом и спиной с несколькими горбами.
Первым появлением монстра на суше считается 22 июля 1933 года. В тот день Джордж Спайсер вместе с женой ехал по дороге из Инвернесса в Фойерс. По их словам, на дороге на возвышенности за Уайтфилдом появилось странное животное. Примерно в шестидесяти метрах от машины через дорогу переползло «ужасное темно-серое животное с отвратительным силуэтом, напоминающее улитку». По описаниям Спайсеров существо имело длинную волнистую шею и большое выпуклое тело. Но они не смогли разглядеть ни головы существа, ни его ног, ни хвоста, потому что их заслоняла возвышенность местности. Они также утверждали, что на затылке животного находился какой-то странный, висящий предмет (позже в прессе появилось невероятное предположение, что это был повешенный олень или коза, которые являлись охотничьей добычей чудовища). Миссис Спайсер говорила, что длина монстра составляет 7,5 метра. Отчет об этой встрече появился 4 августа 1933 года в статье в Inverness Courier.
Другой отчет о предполагаемой встрече с монстром на суше относится к началу августа 1933 года. Миссис Макленнан, возвращаясь из церкви домой, натолкнулась на странное животное, лежащее на уступе примерно в двух метрах над водой, прямо под дорогой. Женщина, напуганная видом существа, крикнула «О, мама!», существо, видимо, испугалось крика и, соскользнув со скалы, упало в воду. Макленнан описала его как слоноподобное из-за его серой кожи, покрытой полосатыми утолщениями. Как она утверждала:
Его ноги, хотя и короткие, толстые и неуклюжие, тем не менее были самыми настоящими ногами, оканчивающимися чем-то вроде свиных копыт, но намного большего размера. Ушей не было, но поверьте, животное слышало. Он забрался на передние лапы, а затем соскользнул с камня на копытах. Он не выпрямился, как корова. Его задние конечности очень плотно прилегали к земле. Его торс казался слишком тяжелым для ног. Животное упало в воду, вызвав сильный всплеск. Я позвала своих мальчиков, но всё, что они увидели - это круги на воде.
Оригинальный текст (пол.)Jego nogi, choć krótkie, grube i niezgrabne, były jednak najprawdziwszymi nogami, zakończonymi czymś w rodzaju świńskich racic, lecz znacznie większymi. Nie widać było ani śladu uszu, ale proszę mi wierzyć, że zwierzę słyszało. Wspięło się na przednie nogi, a następnie ześlizgnęło ze skały na racicach. Nie wyprostowało się tak jak na przykład krowa. Tylnymi kończynami przywierało do gruntu bardzo szczelnie. Wydawało się, że jego korpus jest za ciężki do udźwignięcia dla nóg. Zwierzę zjechało do wody, powodując wielki plusk. Zawołałam moich chłopaków, ale wszystko, co zobaczyli, to rozchodzące się po wodzie koła.
— 

#### Фотография Грея
12 ноября 1933 года появилась первая фотография с изображением Лох-Несского чудовища. В тот день житель Фойерса Хью Грей сфотографировал то, что, по его словам, было существом с большим телом и длинной прямой шеей. Грей сфотографировал чудовище на скале, возвышающейся на десять метров над поверхностью озера, примерно в 1,5 километрах от Фойерса. Фотография была проявлена только через три недели после того, как была сделана, а затем появилась вместе с рассказом свидетеля в шотландской газете Daily Mail.
Мнения экспертов об этой фотографии оказались неоднозначными. По словам зоолога профессора Грэхема Керра из Университета в Глазго, «в качестве изображения живого существа фотография неубедительна». Другие же пришли к выводу, что это животное, известное науке. Дж. Р. Норман из Британского музея заявил, что всё можно свести к киту с бутылочным носом, более крупной акуле или, наконец, просто к кораблекрушению. Другие ученые описали объект на фотографии как разлагающееся бревно, которое подводные газы на мгновение вытолкнули на поверхность. Есть даже версия, что на фото изображена плывущая собака с палкой во рту.

#### Фильм Ирвина
«Самые четкие движения выполнял хвост, возможно, близкий по внешнему виду к хвосту кита. Он темнее, чем остальная часть тела. Фотографы определяют общий цвет существа как серый, а хвост - как черный. Волна воды сзади за монстром, кажется, является результатом действия чего-то вроде плавников или лопастей».
В декабре 1933 года на озеро пришли Малкольм Ирвин, Стэнли Клинтон и Скотт Хэй. Их цель состояла в том, чтобы заснять фауну, населяющую Лох-Несс. 12 декабря около 14:00 Ирвин снял видео, на котором, по их мнению, было изображено Лох-Несское чудовище. Их фильм стал первым, на котором якобы запечатлён монстр озера Лох-Несс. Кинематографисты предположили, что животное, безусловно, часто появляется в заливе, известным обилием рыбы. После трех часов, проведенных на озере, они засняли объект, плывущий от них на расстоянии около 100 метров, который они описали как животное длиной 5 метров, плывущее со скоростью около 35 км/ч.
Фильм был впервые показан 2 января в Лондоне на закрытом показе. The Times от 4 января 1934 года опубликовала описание фильма. Согласно статье, фильм длился две минуты. В кадре были видны горбы существа, проплывавшего слева направо. Долгое время фильм считался утерянным, пока «Шотландский киноархив» не попытался идентифицировать и каталогизировать коллекцию старых катушек с плёнкой, найденных в подвале Шотландского совета по кинематографии. Отснятый материал был вновь обнаружен в 2001 году. Продолжительность видео на найденной пленке составляет менее 60 секунд.

### Дальнейшие наблюдения
По сообщениям, 5 января 1934 года было ещё одно наблюдение существа на суше. Артур Грант, как говорят, столкнулся с монстром, когда ехал на мотоцикле ночью из Инвернесса в Драмнадрохит, примерно в 5 км от Лошенда. В какой-то момент Грант увидел на правой стороне дороги темный объект, похожий на животное. По его словам, существо в два прыжка пересекло шоссе и исчезло на берегу озера, заросшего густым кустарником. Грант попытался преследовать предполагаемого монстра, но все, что он услышал, это плеск воды. Позже он описал это следующим образом:
Я прекрасно видел объект. Он едва не столкнулся с мотоциклом. У него была длинная шея, заканчивающаяся маленькой головой с большими овальными глазами, хвост длиной около двух метров был сильным и, что любопытно, заканчивался не острием, а закруглялся. Общая длина животного - от четырех до шести метров. Имея некоторое представление о природе, я могу сказать, что никогда в жизни не видел такого животного. Это был какой-то гибрид - нечто среднее между плезиозавром и тюленем.
Оригинальный текст (пол.)Widziałem ten obiekt doskonale. Niewiele brakowało, aby zderzył się z motocyklem. Miał długą szyję, zakończoną małą główką o dużych, owalnych oczach, jego ogon o długości około dwóch metrów był silny i, co ciekawe, zakończony nie spiczasto, lecz obło. Ogólna długość zwierzęcia – cztery do sześciu metrów. Mając pewną wiedzę przyrodniczą, mogę powiedzieć, że nigdy w życiu nie widziałem takiego zwierzęcia. To była jakaś hybryda – skrzyżowanie plezjozaura z foką.
— 
Грант также сделал рисунок, изображающий существо, которое, по его словам, он видел. Рисунок был опубликована 8 января 1934 года в выходящей в Абердине газете Press and Journal.
26 мая 1934 года бернардин Ричард Хоран из Форт-Огастуса, в течение пяти минут наблюдал за головой и шеей животного, медленно плывущего в водах озера. Как он позже рассказывал, существо, вероятно, испугалось встречной лодки, нырнуло и, плывя чуть ниже поверхности воды, двинулось на северо-восток, поднимая значительные волны.

#### Фотография Ли/Адамса
Ещё одна фотография была сделана 3 августа 1934 года, многие считают, что на неё запечатлено существо обитающее в Лох-Нессе. Фото было опубликовано в Daily Mail 25 августа 1934 года и в Illustrated London News 1 сентября 1934 года, в изданиях было указано, что человек сделавший фото находился на месте замка Аркарт. Однако имя автора не упоминалось, но позже сообщалось, что это был доктор Джеймс Ли или Ф. С. Адамс. На фотографии изображен темный треугольный объект, выступающий из воды. Те, кто анализировал фото, очень часто сравнивали его со спинным плавником косатки.
Тем же летом, 5 июня 1934 года, якобы это существо снова было замечено на суше. Маргарет Манро, горничная, работающая в Kilchumein Lodge в заливе Борлум, около 7 часов утра увидела в бинокль животное, которое она позже описала как самое большое, что она когда-либо видела. По её словам, наблюдение длилось около 25 минут, и предполагаемое чудовище было описано ею как монстр с шеей как у жирафа, маленькой головой и огромным, непропорциональным телом серого цвета, двумя плавниками спереди и несколькими горбами на спине.
Следующее сообщение о появлении животного относится к 1937 году. О появлении сразу трёх существ рассказывали мистер и миссис Стивенсон, которые жили в гостинице в Брачле 13 июля 1937 года — они якобы наблюдали существ в 250 метрах от берега.
В центре находились два блестящих черных горба длиной более полутора метров, выступающие на полметра над водой. По обе стороны от них плавали более мелкие чудовища, одно из которых, шумно плескаясь в воде, направилось к противоположному берегу. Затем самое большое животное и второе поменьше направились к замку Аркарт.
Оригинальный текст (пол.)W środku znajdowały się dwa błyszczące, czarne garby długości ponad półtora metra, a wystające ponad wodę na pół metra. Po obu ich stronach płynęły potwory mniejsze, z których jeden, hałaśliwie rozbryzgując wodę, skierował się ku przeciwległemu brzegowi. Największe zwierzę i drugie mniejsze podążały następnie w stronę zamku Urquhart.
— 

#### Другие свидетельства
22 сентября 1936 года Малкольм Ирвин во второй раз снял видео, на которое, по его мнению, попало плывущее Лох-Несское чудовище. В тот день в 15:30 Ирвин занял позицию над бухтой в 5 км от Инверфоригейга, где ему удалось заснять быстро движущийся объект, приближающийся со стороны Фойерса. Эта запись также не сохранилась в полном объёме до наших дней. По мнению Ирвина, на видео видно шею и голову плывущего существа, которые опускались и поднимались в такт движениями его плавников. Член Общества Линнея, натуралист Эрик Фокстон после просмотра фильма сказал, что не смог идентифицировать животное, показанное в фильме.
В отчёте датированном 28 октября 1936 года сообщается о наблюдении животного с маленькой головой, длинной шеей и двумя чёрными горбами на спине, которого, как предполагается, можно было наблюдать в течение тринадцати минут в водах озера возле замка Аркарт. Дункан Макмиллан, проживавший неподалёку, увидел существо первым. Через некоторое время к нему присоединились пассажиры двух туристических автобусов, которые остановились, для того чтобы туристы могли посмотреть на озеро. В общей сложности за животным наблюдало порядка 50 человек.
Ещё один фильм, на котором якобы запечатлен монстр, был сделан Г. Е. Тейлором 28 мая 1938 года. Он заснял объект, неподвижно лежащий на поверхности воды примерно в 200 ярдах от оператора. Тейлор описал предполагаемое существо так:
Его тело было большим и округлым, сужающимся к шее, которая была погружена в воду и всё ещё видна на глубине около полуметра от поверхности. Шея выгнулась, выступила над водой на несколько сантиметров, а затем снова погрузилась. Всё указывало на то, что голова находилась в том месте, где дугообразная часть входит в воду. Всё тело темно-серого цвета было около полуметра.
Оригинальный текст (пол.)Jego ciało było duże i zaokrąglone, zwężające się w kierunku szyi zanurzonej w wodzie i widocznej jeszcze jakieś pół metra pod powierzchnią. Szyja wyginała się w łuk, wystający ponad wodę na kilkanaście centymetrów, by następnie znów się zanurzyć. Wszystko wskazywało na to, że w miejscu, w którym ów łuk łączył się z wodą, znajdowała się część głowowa. Całe ciało koloru ciemnoszarego wynurzone było na około pół metra.
— 
По словам Тейлора, он наблюдал за животным около полудня, а затем вернулся на место наблюдения примерно в 12:45 дня, чтобы снова увидеть и заснять его. Пленка была изучена зоологом Морисом Бертоном, а также передана на анализ в Национальный институт океанографии (ныне Национальный океанографический центр в Саутгемптоне). Эксперты сошлись во мнении, что на кадрах виден обычный, неодушевленный предмет, плавающий в водах озера.
В 1940-х, 1950-х и 1960-х годах поступали новые сообщения о предполагаемых наблюдениях неизвестного животного. В октябре 1936 года Марджори Мойр наблюдала, как они неизвестные животные около 14 минут плавали на поверхности воды. 10 августа 1941 года странный объект увидела большая группа людей, как сообщила Daily Mail — у монстра должна была быть длинная змеевидная шея и длина около 5 метров. Вскоре после окончания Второй мировой войны, в августе 1946 года, животное, как говорят, показалось мистеру и миссис Аткинсон возле Дореса, 4 апреля 1947 года — Дж. У. Маккиллопу (клерку Совета округа Инвернесс), а в декабре 1948 года его наблюдали Рассел Эллис и двое её детей возле Брачли.
Говорят, что маленькое существо было замечено на Лох-Несс Гретой Финлей 20 августа 1952 года. Потревоженная странными звуками, она якобы увидела чудовище за своим трейлером. Позже она сказала об этом так:
Я был настолько поглощен странным видом его головы и шеи, что не стал внимательно рассматривать остальные части. Было два или три горба, а длина всего животного могла составлять четыре с половиной фута. Шея была прямой и несколько толще в той части, которая соединяла ее с бочкообразным телом, скрытым под водой. Шея вместе с головой была длиной три четверти метра, а сама голова - около пятнадцати сантиметров. Ширина головы не превышала ширину шеи. Помимо отталкивающего вида головы, меня особенно поразили два торчащих из нее пятнадцатисантиметровых отростка заканчивающиеся каплевидной формой. Кожа была черной и блестящей, больше всего напоминала кожу улитки.
Оригинальный текст (пол.)Tak bardzo byłam zaabsorbowana dziwnym widokiem jego głowy i szyi, że nie przyjrzałam się uważnie reszcie. Były tam dwa lub trzy garby, a długość całego zwierzęcia mogła wynieść cztery i pół metra. Szyja była wyprostowana i nieco grubsza w partii łączącej ją z beczkowatym ciałem, skrytym pod wodą. Szyja wraz z głową miała trzy czwarte metra długości, zaś sama głowa około piętnastu centymetrów. Szerokość głowy nie była większa niż szyi. Poza odrażającym widokiem głowy szczególnie mnie zdumiały sterczące z niej dwa piętnastocentymetrowe wyrostki z kroplistymi pęcherzykami na końcach. Skóra była czarna i lśniąca, najbardziej przypominająca ślimaka.
— 

В декабре 1954 года BBC спонсировало большую киноэкспедицию к берегам Лох-Несса, во время которого были взяты интервью у очевидцев, самого инспектора Александра Кэмпбелла и двух незаинтересованных свидетелей — Ричарда Синга и Лаклена Стюарта, сделавшего одно из фото. Тогда же были проведены исследования с аквалангом и сканирование озера с помощью специальной техники. На экране эхолота, исследующего глубины озера, впервые было зафиксировано загадочное показание. Дрейфующий катер «Rival III» из Питерхеда, пересекающий Лох-Несс, был оснащён таким устройством, и членам экипажа удалось записать изображение странного объекта на глубине около 150 метров. Изображение было изучено сотрудниками Института Кельвина и Института Хьюза. Они считают, что это точно была не стая рыб, а твёрдый объект.
Ещё одна фотография, на которой предположительно изображено чудовище, датируется 9 июля 1955 года, когда Питер Макнаб на дороге прямо над замком Аркарт, заметил волнение на поверхности воды. Используя телеобъектив, он сфотографировал объект, похожий на тёмное вытянутое тело, движущееся по воде. На фото Макнаба видны два продолговатых горба и руины замка Аркарт. Многие сторонники существования чудовища отмечают, что два объекта, по-видимому, создают отдельные борозды на поверхности воды, что, по их мнению, свидетельствует о том, что в Лох-Нессе обитает несколько животных. Наличие на фото руин замка позволило оценить примерные размеры животного, или животных запечатлённых на плёнку. Высота башни над уровнем озера составляет почти 20 метров, а это значит, что объект на фотографии имеет длину 12-15 метров. Учитывая, что большинство морских животных при плавании демонстрируют на поверхности около 1/3 своего тела, существо запечатлённое на фотографии Макнаба должно быть более 36 метров в длину (длиннее, чем взрослый синий кит, самое большое животное в мире). Другая версия фотографии появилась в книге Констанс Уайт «Больше чем легенда» (англ. More Than a Legend) 1957 года выпуска, на это обращает внимание Рой Маккал в своей публикации «Монстры Лох-Несса» (англ. The Monsters of Loch Ness) 1976 года, что может свидетельствовать о том, что фото было отретушировано.
8 октября 1957 года зафиксирован рассказ Кристин Фрейзер, которая вместе с другими туристами, путешествующими на автобусе, видела, как 8-футовое животное с тремя горбами на спине вышло из вод озера возле Строуна.

### 1960-е годы
В 1960-е годы появилось очень много сообщений о встречах с предполагаемым монстром, и, по мнению сторонников его существования, он в то время был чрезвычайно активен. 28 февраля 1960 года Торкил Маклеод наблюдал в бинокль странный объект, расположенный в трех километрах от Инвермористона. Маклеод оценил длину животного примерно в 13 метров. Наблюдатель следующим образом описал объект:
Я навёл бинокль на движущийся объект и увидел большую серовато-черную массу (полагаю, кожа местами была мокрой), а впереди было нечто, напоминающее огромный слоновий хобот. По обе стороны я заметил ласты, похожие на весла, но расположенные скорее в задней (противоположной туловищу) части тела, которая сужалась и была погружена в воду.
Оригинальный текст (пол.)Skierowałem lornetkę na poruszający się obiekt i ujrzałem wielką szaroczarną masę (przypuszczam, że skóra miejscami była mokra), a z przodu było coś przypominającego ogromną trąbę słonia. Po obu bokach dostrzegłem łopatkowate płetwy, lecz umiejscowione raczej w tylnej (przeciwnej do trąby) części ciała, która zwężała się i była zanurzona w wodzie.
— 
В том же году в одном из номеров газеты Weekly Scotsman появилась фотография, сделанная Питером О'Коннором 27 мая, на которой были изображены спина и голова животного, проплывающего примерно в 25 метрах от берега. О'Коннор снял их на фотоаппарат со вспышкой, когда прогуливался по берегу озера. Вскоре после этого исследователь Лох-Несского чудовища Морис Бертон объявил, что на берегу озера, в том месте, где О'Коннор сделал свою фотографию, он нашёл полиэтиленовый пакет и деревянный шест, которые, скорее всего, использовались для мистификации. Создатель фотографии не ответил на это обвинение, но и Бертон не доказал существование предметов, которые он якобы нашёл на озере.

#### Фильм Динсдейла
В 1960 году ещё одну видеозапись сделал инженер-аэронавигатор Тим Динсдейл, который оставил свою работу ради поисков легендарного монстра. 23 апреля того же года он находился недалеко от Фойерса, где с холма над озером заснял на видео как по воде довольно быстро движется один горб. Однако доктор Морис Бертон заявил, что на видеозаписи Динсдейла показана лодка длиной 4,5 метра, пассажиры которой были одеты в брезентовые плащи. Однако сторонники существования монстра указывают, что в тот же день Динсдейл снял другое видео, на котором была запечатлена только лодка, и следы на воде, оставленные этими двумя объектами, кардинально отличаются.
25 августа 1962 года писатель У. «Тед» Холидей, рассказывал, что видел серо-чёрное животное размером 13-15 футов, плавающее в водах озера возле устья реки Фойерс.

### 1970—1980-е годы
8 июля 1979 года Дональд Маккиннон сообщил о том, что увидел Лохнесское чудовище на суше. По его словам, он наткнулся на большое серое животное, около 8 метров в длину, которое вышло из леса, спустилось к озеру и нырнуло в воду. Маккиннон отметил, что у животного было четыре трёхпалые лапы.
Барбара Грант и Мэри Эпплби рассказывали, что 21 июня 1987 года они видели красновато-коричневый столбоподобный объект, выступающий из воды к северу от Абрайчейна во время автомобильной поездки вдоль берега озера. Грант остановила машину, чтобы лучше рассмотреть животное. Затем существо начало двигаться и плыть со значительной скоростью.

### Более поздние свидетельства
Предполагаемое чудовище наблюдали ещё много раз, но из-за широкой огласки, которую получило озеро, более поздние рассказы воспринимаются с большим скептицизмом. Например, 17 июня 1993 года Эдна Макиннес и Дэвид Маккей из Инвернесса видели чудовище длиной около 12 метров, светло-коричневого цвета с длинной шеей, выступающей из воды на большую высоту. Проплыв значительное расстояние по поверхности воды, животное, нырнуло под воду и исчезло. Хотя существо находилось в миле от берега, Макиннес утверждала, что ей пришлось бежать вдоль берега, чтобы поддерживать визуальный контакт с ним. «Я испугалась, когда волна от его следа ударила о берег, но я всё равно побежала за ним. Когда он нырнул под воду, я бежала так быстро, как только могла», — добавила она. Через четыре минуты они снова увидели предполагаемого монстра, и Маккею даже удалось сделать фотографию, на которой, однако, видны только следы на воде.
Позже в тот же день это существо видел Джеймс Макинтош из Инвернесса вместе со своим сыном (которого тоже звали Джеймс). Молодой Макинтош первым увидел животное и сказал: «Папа, это не лодка». Они также описали существо как светло-серое животное с длинной шеей. На этот раз оно плыло в противоположном от берега направлении.

### «Фотоснимок хирурга»
Постепенно по этим описаниям в общественном воображении стал вырисовываться образ некоего доисторического существа, обитающего в глубинах водоема. В 1934 году этот образ получил реальное воплощение благодаря так называемому «фотоснимку хирурга» (Surgeon photo). Его автор, респектабельный лондонский врач Р. Кеннет Уилсон, утверждал, что сфотографировал монстра случайно, когда путешествовал в окрестностях, наблюдая за птицами. В 1994 году было установлено, что этот снимок — фальшивка, изготовленная Уилсоном и тремя сообщниками — Монтегью Уэторлом, который охотился на чудовище и находил его «следы» в 1934 году, его родным сыном Яном, приобретавшим материалы, и пасынком Уэторла Кристофером Спарлингом, изготовившим саму фигурку. Двое из сообщников Уилсона добровольно сознались в содеянном, причем первое признание (в 1975 году) осталось без внимания общественности из-за веры в честность доктора Уилсона.

### Nessiteras rhombopteryx
В 1972 году группа экспертов под руководством американского исследователя доктора Роберта Райнса из Академии прикладных наук (Academy of Applied Sciences) провела серию исследований, используя сочетание сонарного и фотографического оборудования. В ходе испытаний были получены неожиданные изображения, одно из которых — гигантский ромбовидный плавник — в 1975 году было опубликовано и вызвало сенсацию. Райнс и английский натуралист сэр Питер Скотт совместно предложили наделить «Несси» научным именем: Nessiteras rhombopteryx (от греческого: «чудовище (монстр) Несси с ромбовидными плавниками»). Нашлись скептики, не только подвергшие сомнению результаты компьютерной обработки данных звуковых и фотографических исследований, но и усмотревшие в «научном» термине анаграмму: 'Monster hoax by Sir Peter S' («Чудовищная фальшивка сэра Питера С.»)
Исследователь-ветеран Эдриан Шайн из Loch Ness Project, настроенный в целом по отношению к открытиям Райнса скептически, по крайней мере исключил возможность преднамеренного мошенничества. «На мой взгляд, исследователи всего лишь ошибочно истолковали изображения дна озера и некие объекты, попавшие в поле зрения камер», — заявил он. Шайн, проводивший психологические эксперименты (в ходе которых, например, столб выныривал из воды на глазах у групп испытуемых), убежден, что фактор самовнушения имеет решающее значение. Но — «…не объясняет всех странностей, зафиксированных исследователями».
В 2003 году группа специалистов, направленных Би-би-си, с помощью 600 звукоизлучателей провела полное исследование озера и не нашла в нём ничего необычного. Но уже через три года появилось новое документальное подтверждение того, что в озере происходят необъяснимые вещи.

### Фильм Гордона Холмса
В мае 2007 года исследователь-любитель Гордон Холмс решил разместить в озере микрофоны и исследовать звуковые сигналы, исходящие из глубин. У западного берега он заметил в воде движение и тут же включил видеокамеру, которая зафиксировала передвижение под водой длинного тёмного объекта, направлявшегося к северной части озера. Тело существа в основном оставалось под водой, но голова время от времени выныривала, оставляя за собой волновой след.
Через несколько дней фрагменты съёмки появились в сводках новостей телепрограмм многих стран мира. Специалисты, исследовавшие фильм, подтвердили его подлинность и пришли к выводу: существо длиною около 15 метров двигалось со скоростью 10 километров в час. Тем не менее, съёмка Холмса не считается убедительным доказательством существования в озере доисторического монстра. Появились мнения, что это мог быть гигантский жук или червь, световая иллюзия или бревно, приведённое в движение внутренним течением.

### Исследование 2016 года
Группа специалистов из Великобритании с помощью робота под названием Мунин провела, по словам самих исследователей, самое детальное исследование озера Лох-Несс на сегодняшний день (апрель 2016 г.). Учёные, представляющие «проект Лох-Несс» под руководством Адриана Шайна, решили проверить предоставленную в начале 2016 г. неким рыбаком информацию, что на дне озера существует огромная расщелина. По утверждению рыбака, она вполне могла бы вместить в себя легендарное чудовище. По словам исследователей, робот с помощью методов гидролокации сумел получить весьма подробную информацию об этом участке озера на глубине до 1500 метров. При этом максимальная глубина озера достигает «всего лишь» 230 метров (это одно из глубочайших озёр Шотландии). Тем не менее, специалисты решили проверить периодически звучащее предположение, что на самом деле оно глубже за счёт не открытых пока расщелин или подводных тоннелей, передаёт Sky News.
Никаких аномалий в ходе исследования обнаружено не было, а значит, расщелины, в которой мог бы скрываться монстр, там нет. По словам исследователей, это говорит о том, что и Лох-несского чудовища, по всей видимости, всё-таки не существует. Зато робот, перемещаясь по дну озера, наткнулся на бутафорское чудовище, созданное в 1969 году для съёмок фильма «Частная жизнь Шерлока Холмса». Во время съёмок модель утонула в озере — из-за того, что режиссёр Билли Уайлдер потребовал срезать с неё два горба, что ухудшило плавучесть.

### Фото 2016 года
58-летний фотограф-любитель Иэн Бремнер (Ian Bremner) сфотографировал то, что на тот момент могло быть одним из наиболее убедительных случаев наблюдения Лох-несского чудовища. Бремнер ехал по горной местности в поисках оленя, но вместо этого стал свидетелем поразительного зрелища: он увидел Несси, плывущую в спокойных водах озера Лох-Несс. Иэн проводит большую часть своих выходных в окрестностях озера, фотографируя потрясающие природные красоты. Но когда он вернулся к себе домой, то заметил на снимке существо, которое, как он считает, может быть тем самым неуловимым чудовищем.
В 2016 году о случаях «встречи» с чудовищем сообщалось уже пять раз — в том числе и свидетельство, представленное Иэном. Это самое большое количество случаев наблюдения, начиная с 2002 года. Некоторые из друзей Иэна считают, что на самом деле на его фотографии видны три тюленя, играющих в воде.
За все годы[какие?] было зафиксировано 1081 случай наблюдения лохнесского чудовища, скрывающегося в воде.

## Доводы против
- Озеро Лох-Несс, в описаниях часто представляемое как пустынное и находящееся где-то в глуши, в действительности является частью Каледонского канала с достаточно интенсивным судоходством; оно также остаётся популярным объектом туризма. Легенда о «Несси» активно обсуждается в СМИ и пропагандируется местным туристическим бизнесом уже порядка 80 лет. Трудно предположить, чтобы в таких условиях для реального животного в течение нескольких десятков лет не удалось бы ни получить чёткой фотографии, ни отыскать материальных свидетельств его существования (трупы, скелеты или хотя бы отдельные кости погибших особей, кладки яиц…).
- Ведущиеся практически непрерывно в течение десятков лет исследования на озере, в том числе проводимые профессиональными биологами целенаправленные поиски крупных животных, не дали никакого конкретного результата. По мнению палеонтолога Кирилла Еськова, методика и оснащение современной биологической науки не оставляют шансов избежать обнаружения при систематических поисках неизвестным науке животным, если только они не скрываются там, где исследования в принципе не проводятся[63]. Он обращает внимание на реальных «живых ископаемых», например, латимерию, которых при систематических поисках обнаруживали за гораздо меньшее время.
- Количество биомассы в озере (которое подсчитано по данным постоянно работающей на озере биостанции и в оценке которого современная экология весьма точна) исключает возможность существования в нём колонии крупных животных, достаточно многочисленной для выживания в течение длительного времени.
- Территория, где располагается озеро Лох-Несс, как и вся Шотландия, в ходе последних оледенений покрывалась сплошным ледяным щитом (см. Последняя ледниковая эпоха). Науке не известны крупные животные, способные выжить в таких условиях.

Сторонников реальности «Несси» аргументы не убеждают. Так, профессор Бауэр пишет:

Съёмка Динсдейла убедительно доказывает: в озере — по крайней мере в 60-х годах — действительно обитало гигантское живое существо. Более того, я убеждён, что оно существует здесь — или существовало — в единственном числе. Непонятным остаётся другое. Всё указывает на то, что для поддержания жизни этому существу необходим кислород. Но на поверхности оно почти не появляется. Если суммировать показания очевидцев, описывавших массивное тело с горбом, плавники и длинную шею, то вырисовывается облик современного плезиозавра. Но существа, обитающие в Лох-Нессе, не выходят на поверхность и часть жизни проводят на дне. Это говорит о том, что мы имеем дело уже с потомком плезиозавра, который выработал со временем способность оставаться без воздуха в течение очень долгого времени.
— Профессор Хенри Бауэр, Virginia Polytechnic

Академик А. Б. Мигдал приводит, не называя его имени, мнение известного океанолога:
О чудовище озера Лох-Несс и снежном человеке он сказал: «Очень хочется верить, но нет оснований». Слова «нет оснований» означают, что вопрос изучался, и в результате изучения обнаружилось, что нет оснований доверять первоначальным утверждениям. Это и есть формула научного подхода: «хочется верить», но раз «нет оснований», то надо от этой веры отказаться.

## Версии

### Реликтовый плезиозавр
Большинство сторонников[кто?] существования чудовища считали его реликтовым плезиозавром, но за 70 лет наблюдений не удалось найти ни одного трупа животного. Сомнения вызывают и сообщение Адомнана в VII веке о наблюдении животного монахом Колумбой. Плезиозавры были жителями тёплых тропических морей, и возможность их существования в холодных водах Лох-Несса вызывает сильные сомнения. Высказывались и гипотезы о криптидах — неизвестных науке животных (огромная рыба, длинношеий тюлень, гигантский моллюск). Предлагались и другие версии происхождения Несси, не требующие гипотезы о реликтовых или неизвестных науке существах.

### Всплытие затонувших брёвен
По версии инженера-электрика Роберта Крейга, за появления чудовища наблюдатели принимали случаи всплытия на поверхность ранее затопленных стволов шотландской сосны Pinus silvestris, во множестве растущих по берегам озера. Это дерево чрезвычайно смолисто, из-за чего его упавшие в воду стволы могут вести себя необычным образом.
Крейг считает, что все или большинство очевидцев описывают как раз случаи произошедших у них на глазах всплытий таких брёвен: ствол дерева со смолистыми «поплавками» на конце принимают за голову чудовища на длинной шее, а звуки, издаваемые вырывающимися газами, интерпретируют как «дыхание» или «рёв» чудовища. Крейг отмечает, что для описанного эффекта подходит практически только шотландская сосна, причём выросшая на побережье — другие деревья, из-за недостаточного количества смолы, после погружения в воду гниют целиком, в них не создаётся условий для образования «поплавков». К тому же Крейг отметил, что легенды о чудовищах связаны лишь с тремя шотландскими озёрами из более чем полутысячи — Лох-Тей, Лох-Морар и Лох-Несс, хотя среди прочих озёр также есть достаточно крупные и глубоководные. Но лишь по берегам трёх вышеуказанных озёр растут леса из Pinus sylvestris. Косвенным подтверждением этой гипотезы может служить и одна из версий легенды о святом Колумбе, который с помощью молитвы якобы «обращал монстра в дерево».

### Огромные угри
В 2019 году вышло исследование шотландского озера, опубликованное новозеландским Университетом Отаго, в котором они составляли каталог всех живых организмов, обитающих в водоёме. Они взяли 250 проб воды и не нашли никаких остатков ДНК плезиозавра, акулы, сома и признаков присутствия осетра. В озере не водятся крупные гидробионты, но исследователи нашли много ДНК угрей. И хотя нет подтверждений, что эти рыбы вырастают до 4 м, профессор генетики Нил Геммелл не исключает вероятность, что «что-то может вырасти до таких нетипичных размеров». Руководитель группы учёных говорил в интервью BBC: «Мы не можем исключать, что существо, которое люди здесь видели и которое считают Лох-несским чудовищем, — это угорь».